# Thottada
Thottada är en ort i Indien.   Den ligger i distriktet Kannur och delstaten Kerala, i den södra delen av landet, 1 900 km söder om huvudstaden New Delhi. Thottada ligger 47 meter över havet och antalet invånare är 36 357.
Terrängen runt Thottada är platt. Havet är nära Thottada åt sydväst.  Närmaste större samhälle är Thalassery, 12,7 km sydost om Thottada.